# Campionat de Zúric 1978
L'edició del 1978 fou la 63a del Campionat de Zuric. La cursa es disputà el 30 d'abril de 1978, pels voltants de Zúric i amb un recorregut de 265,5 quilòmetres. El vencedor final fou l'alemany Dietrich Thurau, que s'imposà per davant de Francesco Moser i Gustaaf Van Roosbroeck.

## Classificació final
|    | Ciclista               | Equip             | Temps      |
| -- | ---------------------- | ----------------- | ---------- |
| 1  | Dietrich Thurau        | Ijsboerke-Gios    | 6h 42' 20" |
| 2  | Francesco Moser        | Sanson-Campagnolo | m. t.      |
| 3  | Gustaaf Van Roosbroeck | Ijsboerke-Gios    | + 50"      |
| 4  | Willy Planckaert       | C & A             | m. t.      |
| 5  | Marino Basso           | Gis Gelati        | m. t.      |
| 6  | Jos Jacobs             | Ijsboerke-Gios    | m. t.      |
| 7  | Willem Peeters         | Ijsboerke-Gios    | m. t.      |
| 8  | Roger De Vlaeminck     | Sanson-Campagnolo | m. t.      |
| 9  | Pierino Gavazzi        | Zonca             | m. t.      |
| 10 | Luciano Borgognoni     | Vibor             | m. t.      |